# Голубінський (Новосибірська область)
Голубінський (рос. Голубинский) — селище у Краснозерському районі Новосибірської області Російської Федерації.
Входить до складу муніципального утворення Половинська сільрада. Населення становить 229 осіб (2010).

## Історія
Згідно із законом від 2 червня 2004 року органом місцевого самоврядування є Половинська сільрада.

## Населення
| 2002 | 2007 | 2010 |
| ---- | ---- | ---- |
| 315  | ↗323 | ↘229 |